# Охридчани
Охридчани или охридяни (на македонска литературна норма: охриѓани) са жителите на град Охрид, Северна Македония. Това е списък на най-известните от тях.

## Родени в Охрид
А – Б – В – Г – Д —
Е – Ж – З – И – Й —
К – Л – М – Н – О —
П – Р – С – Т – У —
Ф – Х – Ц – Ч – Ш —
Щ – Ю – Я

### А
- Абдулах ага, арестуван преди април 1904 година, обвинен в „подтикване към убийството на Спасе, за когото е утвърдено, че е убит по време на бунта от неизвестни войници“, затворен в ареста от Наказателния апелативен съд, амнистиран с общата амнистия от 12 април 1904 година[1]
- Александър Грубчев (1862 – 1913), български военен деец, подполковник, загинал в Междусъюзническата война
- Александър Джиков (1885 – 1962), български революционер
- Александър Карагюлев (1860 – 1892), български общественик
- Александър Маджаров, български просветен деец, учител в костурското село Горенци[2]
- Александър Пармаков – Мерло, български търговец и революционер от ВМОРО
- Александър Протогеров (1867 – 1928), деец на ВМРО, български генерал
- Александър Талев (1874 – 1948), деец на ВМОК, македоно-одрински опълченец
- Анастас Бочкаров, доброволец в четата на Георги Бабаджанов през Сръбско-българската война в 1885 година[3]
- Анастас Гаврилов (1797 – ?), български свещеник, възрожденец
- Анастас Каневчев, български революционер от ВМОРО
- Анастас Коцарев (1889 – 1931), български лекар
- Анастас Маджаров (1862 – 1918), български просветен деец[4]
- Анастас Матлиев (? – 1934), български общественик
- Анастас Николов, български революционер от ВМОРО, четник на Георги Сугарев[5]
- Анастас Робев (1789 – 1869), български възрожденец, търговец
- Анастас Савинов (1874 – ?), български адвокат,[6] завършил с осмия випуск Солунската българска мъжка гимназия през 1893 година[7] и 1899 година право в Софийския университет.[8]
- Анастас Спространов (1878 – 1938), български революционер
- Анастас Трандафилов (1870 – 1948), български актьор
- Анастасиос Пихеон (1836 – 1913), гръцки революционер
- Анастасия Николова Главинчева (1874 – след 1943), осъдена в 1914 година от сръбски съд заедно с Аглая Пейчинова на 3 години затвор, заради проваляне на акция за събиране на пари за сръбски офицери, на 2 април 1943 година подава молба за народна пенсия, която е одобрена и отпусната от Министерския съвет на Царство България[9]
- Ангел Групчев, български общественик и просветен деец
- Ангел Матлиев (1847 – 1923), български общественик, деец на Охридското благотворително братство в България[10]
- Ангел Куртелов (1887 – 1933), български революционер
- Ангел Робев (1787 – 1861), български възрожденец, търговец
- Ангел Узунов (1886 – 1975), български революционер
- Андон Дуков (1909 – 1944), художник, македонист, комунистически партизанин
- Андон Златарев (1872 – 1902), български революционер от ВМОРО
- Андон Куков (? – 1876), български революционер, Ботев четник
- Андон Паскалев (1889 – 1933), български революционер от ВМРО
- Андон Узунов (? – 1903), български революционер
- Андроник Йосифчев (1816 – 1900), български възрожденец, учител
- Анна Терзиянова, българска учителка
- Антон Кецкаров (1865 – 1945), български просветен и обществен деец, революционер
- Антон Митанов (1839 – 1911), български банкер
- Антон Петков, доброволец в четата на Георги Бабаджанов през Сръбско-българската война в 1885 година[11]
- Аргир Маринчев (1870 – 1903), български просветен деец и революционер
- Атанас Баласчев (1874 – ?), български юрист, завършил в 1897 година право в Женевския университет и в 1904 година – в Брюкселския[12]
- Атанас Георгиев Снегаров (1882 – 1916), български военен деец, поручик, загинал през Първата световна война.[13]
- Атанас Марков, български учител в Жеглени между 1864 и 1876 година[14]
- Атанас Точков, завършил инженерство в Дрезденския университет[15]
- Анастас Чорбев (1888 – 1983), югославски политик
- Атина Бояджи (1944 – 2010), северномакедонска плувкиня
- Ахил Минджов (1868 – 1938), български просветен деец

### Б
- Благоя Поп Стефания (1905 – 2001), югославски фотограф
- Бойче Заров, български революционер от ВМОРО, четник[16]
- Борис Бояджиски (1915 – 1959), югославски писател
- Борис Трифонов Котларев (14 февруари 1917 – ?), завършил в 1942 година право в Софийския университет[17]
- Борис Чипан (1918 – 2012), архитект от Република Македония
- Бил Павлески (р. 1974), северномакедонски политик

### В
- Валон Ахмеди (р. 1994), албански футболист
- Ванчо Николески (1912 – 1980), книжовник от Социалистическа република Македония
- Васил Григоров (Глигоров) Василев, български опълченец и доброволец в Сръбско-българската война. Заселил се в село Осоица, Софийско.[18]
- Васил Диамандиев (1839 – 1912), български възрожденец
- Васил Миков, доброволец в четата на Георги Бабаджанов през Сръбско-българската война в 1885 година[11]
- Васил Ташков, български революционер от ВМОРО, четник на Апостол Петков[19]
- Васил Христов, доброволец в четата на Георги Бабаджанов през Сръбско-българската война в 1885 година[11]
- Васил Янев (1866 – 1908), български революционери
- Вера Битракова-Грозданова (р. 1939), северномакедонска археоложка
- Вида Боева, българска общественичка
- Видое Видичевски (р. 1931), северномакедонски писател
- Виолета Ачкоска (р. 1954), северномакедонски историк
- Владимир Йосифов (1882 – 1934), български революционер от ВМОРО
- Владимир Т. Куртелов (1888 – ?), български революционер от ВМОРО
- Владимир Панков (1954 – 2019), северномакедонски политик с българско самосъзнание
- Владимир Пирузев (1906 – 1968), деец на Илинденската организация и ВМРО
- Владимир Попанастасов (1883 – 1913), български поет и юрист

### Г
- Георги Бабаджанов (1834 – 1894), български революционер
- Георги Баласчев (1869 – 1936), български историк и археолог
- Георги Белев (1868 – 1945), български революционер и просветен деец
- Георги Боев (р. 1935), северномакедонски политик
- Георги Бодлев (1813 – 1882), български просветен деец
- Георги Настев (1894 – 1946), български революционер, деец на михайловисткото крило на ВМРО
- Георги Николов (1868 – 1939), български лекар и революционер
- Георги Паунчев (1858 – 1915), български просветен деец и общественик
- Георги Капчев, български революционер, гарибалдеец
- Георги Капчев (1868 или 1872 – 1936), български революционер
- Георги Мустрев, български възрожденец, пръв български учител в Охрид
- Георги Скотев, български учител в родния си град между 1848 и 1863 година[20]
- Георги Славчев (1867 – ?), завършил класическа филология в Атинския университет в 1899 година, след което учил в Йена и Ерланген до 1894 година[21]
- Георги Снегаров, протодякон, учител във взаимното училище в Охрид около 1875 година,[22] арестуван и измъчван от сръбските власти в 1913 година, престоява два месеца в затвора[23]
- Георги Спространов, доброволец в четата на Георги Бабаджанов през Сръбско-българската война в 1885 година[11]
- Георги Стрезов (1864 – 1938), български юрист
- Георги Чадов (1880 – след 1943), български революционер
- Георги Шапкарев, български революционер от ВМОРО, член на Охридския окръжен революционен комитет през 1907 година[24].
- Гордана Янкулоска (р. 1975), северномакедонски политик
- Гордана Силяновска (р. 1955), северномакедонски политик
- Гоце Ангеличин – Жура (1951 – 2019), северномакедонски историк
- Григор (Глигор) Гьоков, български революционер от ВМОРО
- Григор Копров (р. 1943), северномакедонски композитор
- Григор Пърличев (1830 – 1893), български писател и възрожденец
- Григор Скендеров (1873 – ?), български революционер
- Гурко Динев Садилов (1869 – 1903), български революционер
- Гурко Савинов (1882 – 1957), български революционер
- Гьорше Попов (? – 1829), български възрожденец

### Д
- Дервиш Хима (1872 – 1928), албански политик
- Деспина Каневчева, българска учителка и деятелка на ВМОРО
- Джеди Осман (р. 1995), турски баскетболист
- Димитри Анастасеску (1895 – ?), арумънски поет
- Димитрие Гаврилович, сръбски просветен деец
- Димитър Арнаудов, доброволец в четата на Георги Бабаджанов през Сръбско-българската война в 1885 година[11]
- Димитър Митанов (1885 – 1935), български фотограф
- Димитри Янков (1919 – 2014), резбар от Северна Македония
- Димитър Балев (1863 – 1915), български политик, кмет на Видин
- Димитър Битраков (1871 – ?), български революционер
- Димитър Бочев (? – 1932), български революционер от ВМРО
- Димитър Гърданов (1841 – 1898), сърбоманин, деец на сръбската пропаганда в Охрид
- Димитър Иванов, доброволец в четата на Георги Бабаджанов през Сръбско-българската война в 1885 година[11]
- Димитър Йосифчев (1868 – 1937), български юрист и общественик
- Димитър Матлиев (1875 – 1903), български революционер
- Димитър Николов Мизов (1873 – ?), български юрист, в 1905 година завършил право в Софийския университет,[25] запасен офицер[26] женен за Александра Апостолова Каневчева, сестра на Янка Каневчева[27]
- Димитър Милев (1882 – 1903), български военен и революционер
- Димитър Пандев (р. 1958), северномакедонски литературен критик
- Димитър Паунчев, български възрожденец
- Димитър Пирузев, (? – 1912), български военен деец, майор, загинал в Балканската война
- Димитър Робев (1823 – 1890), български възрожденец и общественик
- Димитър Робев, завършил в 1882 година реално училище в Лайпциг[28]
- Димитър Силянов, български революционер от ВМОРО
- Димитър Евтимов Спространов (1897 – 1967), български белетрист и драматург
- Димитър Ставрев Спространов (1882 – 1958), български революционер
- Димитър Точков (1874 – 1941), български икономист, деец на ВМРО
- Димитър Узунов (1842 – 1887), български просветен деец
- Димитър Филдишев (? – 1903), български революционер, секретар на четата на Парашкев Цветков
- Димитър А. Шурбанов, роден в Охрид, учител в София (1873), завършва Галатасарайския лицей в Цариград около 1878 година[29]
- Димче Коцо (1910 – 1993), художник, историк, професор и академик от Социалистическа република Македония
- Димче Маленко (1919 – 1990), писател от Социалистическа република Македония
- Дионисий Писинов (1863 – 1956), български генерал-майор от инженерните войски
- Драган Спасески (р. 1960), северномакедонски поет

### Е
- Ева Нединковска (р. 1983), северномакедонска певица
- Евтим Якимов Битраков (11 януари 1872 – ?), български търговец. Втори брак с Царева п. Кост. Пейчинова (10 май 1884 – ?) от Охрид[30]
- Евтим Кръстев Чамишев (1857 – 1923) – български опълченец, революционер, почетен гражданин на Габрово[31]
- Евтим Робев (1835 – 1863) – български възрожденец, лекар
- Евтим Бодлев, български общественик
- Евтим Спространов (1868 – 1931), български общественик и просветен деец
- Елена Станчева (1912 – 2012), българска преводачка, просветна и обществена деятелка
- Елизабета Шелева (р. 1961), северномакедонска писателка
- Еюп Сабри Акгьол (1876 – 1950), турски офицер и политик
- Ефтим Пасков Митушев, български военен деец, подполковник[32][33]

### Ж
- Жаклина Лазаревска (р. 1964), политик от Северна Македония
- Живко Гребенаров, български революционер, терирост на Вътрешната македоно-одринска революционна организация

### З
- Зоран Ставрески (р. 1965), северномакедонски политик
- Зюхди Охри, албански политик

### И
- Иван Абрашев (1844 – ?), български революционер, участник в четата на Таньо войвода
- Иван Атанасов Костойчинов (1888 – ?), български офицер и юрист, съдия в Софийски апелативен съд,[34] съден от Народния съд след Деветосептемврийския преврат
- Иван Битраков (1877 – 1943), български революционер
- Иван Генадиев (около 1830 – 13 март 1890), български книжовник, възрожденец
- Иван Групчев (1874 – 1963), български революционер
- Иван Делев, български учител и революционер, деец на ВМОРО
- Иван Златарев (? – 1957), български революционер
- Иван Капчев (1849 – 1907), български революционер, опълченец
- Иван Киселинов (1889 – ?), български революционер
- Иван Костов Манов (1870 – 6.II.1938), български революционер от ВМОРО, четник в ресенския район, деец на Илинденската организация в Русе[35]
- Иван Лимончев (1864 – 1899), български революционер
- Иван Охридчанин, български възрожденец, книжовник
- Иван А. Сапунджиев, български възрожденец, учител в стружкото село Вевчани (1851 – 1852)[36]
- Иван Снегаров (1883 – 1971), виден български историк, академик
- Иван Точко (1914 – 1973), писател от Социалистическа република Македония
- Иван Точков (? – 1913), български военен деец, кандидат-офицер, загинал през Междусъюзническа война[37]
- Иван Чакулев (? – 1911), български революционер
- Илия Божилов (р. 1943), български актьор
- Илия Гюрчев (1866 – ?), български просветен деец и общественик[38]
- Илия Йосифов (1888 – 1914), български революционер
- Илия Филипче (р. 1946), северномакедонски политик
- Илия Чобанов (? – 1874), български възрожденец
- Исай Чудов – Спартак, български учител в Охридско през август 1906 година, революционер от ВМОРО[39]

### Й
- Йоаким Мустрев, български духовник и общественик, председател на Македоно-одринската българска народна организация в Чикаго и свещеник, а по-късно и протойерей в българските църкви в Цариград
- Йоаникий Ракотински (1847 – 1940), духовник, обявен за светец
- Йон Сгала (1844 – 1923), румънски учител и духовник
- Йонче Снегар (1840 – 1882), преводач
- Йонче Поп Стефания (1915 – 1983), югославски фотограф

### К
- Калиопи (р. 1966), северномакедонска поппевица
- Кемал Аталай (1910 – 2000), турски военен деец
- Кирил Групчев, български общественик
- Кирил Пърличев (1875 – 1944), български революционер
- Кирил Чаулев (1918 – 1983), политик и журналист от Социалистическа република Македония
- Климент А. П. Спировски, български революционер от ВМОРО, четник на Петър Христов Германчето[40]
- Климент Батунков (? – 1960), български търговец, дългогодишен председател на Месаро-колбасаро кооперативно дружество „Св. Архангел Михаил“[41]
- Климент Бояджиев (1861 – 1933), български генерал, началник-щаб на българската войска през 1915 г.
- Климент Бояджиев (1874 – ?), български просветен деец
- Климент Джеров (1867 – 1916), български военен деец, генерал
- Климент Заричинов, български иконописец[42]
- Климент Карагюлев (1868 – 1916), български езиковед
- Климент Карчев, български инженер, завършил в 1930 година в Дрезден, участвал в дейността на Дружеството на електроинженерите при СБИА[43][44]
- Климент Садилов (1878 – 1965), български революционер и югославски музикант
- Климент Скопаков (1884 – ?), български писател и общественик
- Климент Спространов (1857 – 1931), български просветен деец и общественик
- Климент Трайчев, български революционер, четник на Стефан Алабаков в 1915 година[45]
- Климент Шапкарев (1875 – 1949), български революционер и просветен деец
- Климент Шурбанов, български търговец
- Клио Самарджиева (1880 – 1957), българска учителка и революционерка
- Коле Блажев, български революционер от ВМОРО, четник на Лука Джеров[46]
- Константин Робев (1818 – 1900), български възрожденец, лекар
- Константин Богданов (1853 – ?), в 1878 година завършва Кишиневската семинария, в 1882 година завършва филология в Одеса,[47] директор на Педагогическо училище[48]
- Константин Узунов (? – 1860), български учител
- Константина Русинска (1880 – 1932), българска учителка и революционерка
- Констанца Кацкова (1894 – ?), българска общественичка
- Костадин Савинов, български революционер
- Коста Абраш (1879 – 1898), сръбски поет
- Коста Групчев (1849 – 1907), македонист и сърбоманин
- Коста Лещаров, български революционер
- Коста Наумов, доброволец в четата на Георги Бабаджанов през Сръбско-българската война в 1885 година[11]
- Коста Размов, български възрожденец
- Коста Шурбанов, български офицер
- Кирил Пърличев (1875 – 1944), български революционер
- Крум Нелчинов (1896 – 1958), български военен деец, полковник
- Крум Николов (1899 – ?), български общественик и революционер
- Кръстьо Йосифчев (1877 – 1953), български просветен деец и общественик
- Кръстю Златарев (1864 – 1925), генерал-лейтенант от българската армия
- Кузман Шапкарев (1834 – 1909), български фолклорист

### Л
- Ламбе Дойчин, българин, православен, арестуван преди април 1904 година, обвинен в „помагане на Миле от Лактине и на Жико, които убили Яким Наум от Охрид, тъй като той не дал пари, които комитетът поискал от него“, осъден от Наказателния апелативен съд на 5 години каторга, амнистиран с общата амнистия от 12 април 1904 година[49]
- Ламбе Михайловски (р. 1924), югославски партизанин, генерал-полковник от ЮНА
- Лев Главинчев (1903 – 1970), български революционер, комунист
- Лев Кацков, български революционер
- Лев Огненов (около 1863 – 1953), български революционер и общественик
- Лука Групчев (1874 – 1947), български революционер
- Люба Карагюлева (1898 – 1923), българска просветна деятелка
- Люба Огненова (1922 – 2012), българска археоложка
- Любчо Куртелов (р. 1959), северномакедонски и български общественик
- Лазар Китановски (1948 – 2011), политик от Северна Македония
- Люпчо Арнаудовски (р. 1931), политик от Социалистическа република Македония
- Люпчо Копровски (р. 1929), политик от Социалистическа република Македония

### М
- Маргарит Димзов (Маргаритис Димицас, 1829 – 1903), виден гръцки историк и филолог
- Марко Бошнаков (1884 – 1908), български революционер, участник в Солунските атентати
- Марийка Ставрева, македонска българка, лежала над 10 години в югославски затвори заради българското си самосъзнание, предотвратила заедно с Панде Евтимов унищожението на Битолския надпис, принудена заради повторните югославски репресии над нея да избяга през 1971 година в САЩ и да стане членка на МПО.
- Мария Пармакова (около 1879 - ?), българска революционерка, деятелка на ВМОРО, участничка в Илинденско-Преображенското въстание[50]
- Методи Патчев (1875 – 1902), български революционер
- Методи Садилов (1894 – 1963), български културен деец[4]
- Методи Терзиянов (1891 – 1973), български спортен деятел и общественик; деец на Първото българско колоездачно дружество[51]
- Методий Ангелов Кьосев (1876 – след 1943), български революционер
- Миле Пендов, български предприемач и общественик
- Мирче Гьоргоски (р. 1966), офицер, бригаден генерал от Северна Македония
- Михаил Скопаков, български възрожденец и учител
- Михаил Друмеш (1901 – 1982), румънски писател и драматург
- Мишо Юзмески (р. 1966), северномакедонски писател

### Н
- Наджи Салих (1920 – 1975), политик от Социалистическа република Македония
- Настас Джорджевич (около 1810 – 22 ноември 1866), строител, починал в Горни Милановац[52]
- Наум Апотолев (1872 – ?), български просветен деец, в 1897 година завършил история в Софийския университет[53]
- Наум Арнаудов (1876 – ?), български революционер и просветен деец
- Наум Балев (1866 – 1925), български учител
- Наум Гаврилов, сръбски общественик
- Наум Главинчев, български юрист
- Наум Йосифов (1886 – ?), български революционер
- Наум Златарев (1874 – 1903), български революционер
- Наум Мешков (1862 – след 1935), български свещеник
- Наум Пасхов (1893 – 1978), български хирург
- Наум Робев – български възрожденец, търговец
- Наум Спространов (1851 – 1887), български възрожденец
- Наум Стрезов (1883 – ?), български съдия,[6] завършил право в Загребския и Белградския университет в 1908 година[15]
- Наум Терзиянов, български революционер
- Наум Цветинов (1873 – ?), български революционер, просветен деец и духовник
- Наум Якимов (1870 – 1957), български общественик, публицист[10]
- Наум Й. Янчев (1862 – ?) български юрист,[54] завършил право в Лозанския университет в 1892 година[55]
- Никифор Охридчанин (? – 1770), сисанийски митрополит
- Никола Алексиев (Попалексиев) (1851 – 1941), български възрожденец, търговец, член на Солунската българска община
- Никола Богданов, Иван Димитров, Иван Апостолов, Иван Теофилов, Коста Райков, Коста Манов, Никола Йончев, Никола Наумов, Никола Тасев, Христо Павлов, български революционери, четници на Филип Тотю в 1876 г.[56]
- Никола Герасимов (1868 – 1927), български просветен деец и революционер
- Никола Диамандиев, български революционер и търговец
- Никола Лимончев (1869 – 1958), български революционер
- Никола Наумов (1942 – 2011), лекар и политик от Република Македония
- Никола Пасхов (1862 – 1932), български революционер
- Никола Попстефанов (1884 – ?), български революционер
- Никола Робев (1831 – 17 юли 1906), български възрожденец, търговец
- Никола Савинов, български просветен деец
- Никола Иванов Сарайдаров (1878 – ?), български просветен деец, в 1908 година завършил математика и физика в Софийския университет[57], запасен офицер[58]
- Никола Филипчев (1863 – 1910), български революционер
- Никола Хр. Хаджиев, български революционер от ВМОРО, четник на Деян Димитров[59]
- Никола Чудов (1865 – 1907), български революционер, писател и просветен деец
- Никола Шурбанов (1833 – 1915), български търговец

### П
- Панта Гаврилович (1872 – 22/23 декември 1926), сръбски дипломат, починал в Атина[60]
- Паско Д. Пармаков (1875 – 29 януари 1950), български революционер, деец на ВМОРО, участник в Илинденско-Преображенското въстание[50]
- Петре Пирузе (1907 – 1980), адвокат и политик от Социалистическа република Македония
- Петър Вероноски (р. 1932), офицер, генерал-майор от СФРЮ
- Петър Главинчев, български революционер
- Петър Гребенаров (1902 – 1946), български общественик
- Петър Д. Дуков – Турчето (1883 – ?), български революционер от ВМОРО, четник при Спиро Олчев в Ресенско през 1904 година[61] и при Иван Наумов Алябака[62], македоно-одрински опълченец, четата на Кочо Хаджиманов[63]
- Петър Капричев (1876 – 1944), завършил право в Лозанския университет в 1900 година,[64] македоно-одрински опълченец, нестроева рота на 6-а охридска дружина[65]
- Петър Карчев (1889 – 1965), български журналист и политик
- Петър Огненов, български възрожденец
- Петър Радичев, доброволец в четата на Георги Бабаджанов през Сръбско-българската война в 1885 година[11]
- Петър Савинов, български фотограф
- Петър Серафимов (1915 – 2001), инженер от Република Македония
- Петър Скопаков, български писател
- Петър Чаулев (1882 – 1924), български революционер
- Петър Шанданов (1895 – 1971), български революционер и комунистически партизанин

### С
- Сехадете Мекули (1928 – 2013), косовска лекарка и общественичка
- Славейко Савинов (1882 – 1905), български революционер от ВМОРО
- Славка Терзиянова (Терзианова) (1897 – 1983), българска комунистка
- Спас Зарзанов, български резбар[42]
- Спиро Джеров (? – 1822), български революционер
- Спиро Сарджов, български революционер
- Спиро А. Тончев (Танчев), български възрожденец
- Спиро Хольолчев (Холйолчев), притежател на прочутото кафене „Македония“ в София[66]
- Ставро Николов, български революционер от ВМОРО, четник на Зисо Попов[67]
- Стефан Ангелов Робев (1816 – 1840), български възрожденец, търговец
- Стефан Атанасов Робев (1842 – 1880), български възрожденец, търговец
- Стефан Иванов Белев, български просветен деец
- Стефан Гюрчев (? – 1885), свещеник и учител (1856 – 1858) в Охрид, наместник на гръцкия владика Мелетий Преспански и Охридски през 60-те години на XIX век[68]
- Стефан Дедов (1869 – 1914), публицист, ранен македонист
- Стефан Джеров, български учител, възрожденец, учител в Централното взаимно училище в Битоля около 1854 година[69]
- Стефан Климе, българин, православен, арестуван преди април 1904 година, обвинен във „вклучване в българския комитет и бунт с цел да се наруши порядъкът“, осъден от Извънредния съд на 4 години каторга, лежал в Битолския затвор, амнистиран с общата амнистия от 12 април 1904 година[70]
- Стефан Матлиев, български революционер
- Стефан Мешков (1884 – 1904), български революционер
- Стефан Петков (1879 – след 1943), български журналист
- Стефан Христов Робев (1750 – 1814), български възрожденец, търговец
- Стефан Халачев, доброволец в четата на Георги Бабаджанов през Сръбско-българската война в 1885 година[11]
- Стоян Стефанов, доброволец в четата на Георги Бабаджанов през Сръбско-българската война в 1885 година[11]

### Т
- Таке Велев, доброволец в четата на Георги Бабаджанов през Сръбско-българската война в 1885 година[11]
- Танасия Дайова, българска и югославска фотографка
- Темко Попович, сърбоманин и ранен македонист
- Тодос Иванов Нинков (1881 – след 1943), български общественик и революционер, деец на ВМОРО и македоно-одрински опълченец
- Тома Спространов (1885 – 1955), български адвокат, завършил право в Лозанския университет в 1909 г.[21]
- Трайко Славески (р. 1960), политик
- Тръпко Попмаков, български учител

### У
- Унчо Никола, българин, православен, арестуван преди април 1904 година, обвинен в „помагане със събиране на оръжие за българския бунтовнически комитет“,[71] осъден от Извънредния съд на 5 години каторга, лежал в Битолския затвор, амнистиран с общата амнистия от 12 април 1904 година[72]

### Ф
- Фания Янева (1860 – ?) българска просветна деятелка
- Филолаос Пихеон (Капитан Филотас, Лаврас) (1875 – 1947), гръцки революционер
- Филип Котели (р. 1940), генерал-лейтенант от Северна Македония

### Х
- Харалампи Автов (1864 – 1939), български революционер и общественик[73]
- Христо Ангелкович, майстор строител, построил „Успение Богородично“ в Тузла от 1874 до 1882 година заедно с Настас Митрович от Вишни[74]
- Христо Ангелов (1865 – 1941), български революционер, деец на ВМОРО и Илинденската организация
- Христо Балев, български учител в Охридското българско училище от 1866 година[75]
- Христо Димитров, български революционер от ВМОРО, четник на Йордан Спасов[59]
- Христо Маленков (1841 – ?), български общественик и свещеник
- Христо Милошев, доброволец в четата на Георги Бабаджанов през Сръбско-българската война в 1885 година[11]
- Христо Наумов, доброволец в четата на Иван Атанасов – Инджето през Сръбско-българската война в 1885 година[3]
- Христо Н. Маджаров (1861 – 1926), български учител и църковен певец[76]
- Христо Пармаков (1879 – 1903), български революционер
- Христо Попсимов (1916 – 1980), български поет
- Христо Сапунджиев, български възрожденец
- Христо Узунов (1878 – 1905), български революционер
- Христо Цветинов (1879 – ?), български съдия[6]
- Христо Чорбев, български революционер от ВМРО
- Христо Шикалов (? – 1914), български революционер
- Хюсеин паша Охрили (? – 1622), велик везир на Османската империя

### Ц
- Цветан Грозданов (1935 – 2018), академик и политик от Северна Македония

### Я
- Яким Балев (1849 – 1911), български търговец[77]
- Яким Сапунджиев (1836 – 1910), български възрожденец, учител
- Яким Маленков, български възрожденец, учител
- Янаки Космад (? – 1831), баща на румънския поет Димитрие Болинтиняну
- Янаки Стрезов (1818 – 1903), български възрожденец, учител
- Янко Попович (Цинцар Янко, 1779 – 1833), сръбски войвода
- Яким Тримчев, български революционер от ВМОРО, член на Охридския околийски комитет през 1907 година[78]
- Яким Тупарев (1883 – ?), български революционер
- Янка Каневчева (1878 – 1920), българска учителка и революционерка

### Опълченци от Охрид
- Александър Христов, на 1 май 1988 година зачислен във II рота на I опълченска дружина, ранен на 9 август 1977 година в боя на Шипка, уволнен на 11 август 1878 година,[79] умрял преди 1918 г.[80]
- Анастас Божинов, на 28 април 1877 година постъпва в IV рота на I опълченска дружина, ранен е на 11 август 1877 година в боевете на Шипка, уволнен е на 11 август 1878 година,[81] умрял преди 1918 г.[82]
- Анастас Димитров, I опълченска дружина, убит на 19 юли 1877 г.[82]
- Андрей Темелков, II опълченска дружина[83]
- Атанас Пантелеев Дуденов (1848 – 13 септември 1923, София), II рота на I опълченска дружина, постъпил на 1 май 1877 година, уволнил се на 1 юли 1878 година, след войната живее в София и 21 години служи като полицейски конен стражар, в 1923 година е обявен за почетен гражданин на Габрово[80][84]
- Васил Иванов, III опълченска дружина, умрял преди 1918 г.[85]
- Георги Марков, от Охридско, I опълченска дружина, умрял преди 1918 г.[80]
- Георги Христов, IV опълченска дружина, умрял преди 1918 г.[86]
- Димитър Атанасов, до постъпването си в Българското опълчение служи в Руската армия, на 28 април 1877 година е зачислен в IV рота на I дружина, загива на 19 юли 1877 година в боя за Стара Загора[87]
- Димитър Мирчев, IV опълченска дружина, умрял преди 1918 г.[86]
- Димитър Иванов, I опълченска дружина, убит на 10 август 1877 г.[82]
- Димитър Наумов, от Охридско, I опълченска дружина, умрял преди 1918 г.[80]
- Димитър Христов Миланов (Манолов, Мануилов), зачислен в I рота на I опълченска дружина на 11 май 1877 година, убит при Шипка през август[82][88]
- Евтимий (Евтим) Апостолов, на 14 май 1877 година е зачислен в IV рота на I опълченска дружина, напуска Опълчението на следния ден,[89] умрял преди 1918 г.[82]
- Ефтим Чачамишов, II опълченска дружина, към 1918 г. живее в София[83]
- Иван П. Верин, III опълченска дружина, умрял преди 1918 г.[85]
- Иван Стаменков, II опълченска дружина, умрял преди 1918 г.[83]
- Илия Христов, IV опълченска дружина, умрял преди 1918 г.[86]
- Климент Петрушев (1861 – 1924), II опълченска дружина.
- Коста Атанасов, III опълченска дружина, умрял преди 1918 г.[85]
- Коста (Косто) Иванов Велянов (1849 – 23 декември 1911), изпратен от Българското благотворително дружество „Дружба“ в Браила, на 1 май 1877 година постъпва в IV рота на I опълченска дружина, награден със знака за отличие на военния орден „Свети Георги“ IV степен за участието си в Шипченските боеве, уволнен на 1 юли 1878 година, живее в Карнобат, където от 1 август 1879 година до 21 януари 1896 година е пеши и конен стражар в околийското управление, по-късно работи като надничар, умира в Карнобат[82][90]
- Коста Стефанов, III опълченска дружина, умрял преди 1918 г.[91]
- Марко Атанасов, от Охридско, на 28 април 1877 година постъпва във II рота на I опълченска дружина, напуска на 20 юни 1877 година,[92] умрял преди 1918 г.[82]
- Наум Димитров (Димитриев), изпратен в лагера на Опълчението от Българското благотворително дружество „Дружба“ в Браила, на 1 май 1877 година постъпва в III рота на I опълченска дружина, напуска Опълчението на 6 август 1877 година,[93] умрял преди 1918 г.[82]
- Никола Стефанов, II опълченска дружина, умрял преди 1918 г.[83]
- Никола Трайков, IV опълченска дружина, умрял преди 1918 г. в София[86]
- Панайот Георгиев, III опълченска дружина, умрял на 26 октомври 1877 г.[85]
- Петър Атанасов, на 14 май 1877 година постъпва в IV рота на I опълченска дружина, ранен е на 9 август 1877 година в боевете на Шипка, уволнен е на 11 август 1878 година,[89] умрял преди 1918 г.[82]
- Петър Атанасов Грунчов, на 2 май 1877 година постъпва в IV рота на II опълченска дружина, уволнен е на 4 юли 1878 година, живее в Кюстендил, умира преди 1896 година във Враца[80][94]
- Петър Пармаков, II опълченска дружина, умрял в Лом преди 1918 г.[83]
- Спиро Иванов, II опълченска дружина, убит на 9 август 1877 г.[83]
- Ставро Димитриев, V опълченска дружина, ранен на 12 август 1877 г. и умрял.[95]
- Стефан Константинов, II опълченска дружина, убит[83]
- Ташко Кузманов, II опълченска дружина[83]
- Харалампий Боровчев (Гюровчев) Диров (? – 1882, Балчик), български опълченец, на 29 април 1877 година постъпва като доброволец в IV рота на II дружина на Българското опълчение, носител е на Знака за отличие на военния орден „Свети Георги“ IV степен, уволнен на 3 юли 1878 година, след войната живее в Балчик и работи като земеделец[96]
- Христо Димитров, II опълченска дружина, към 1918 г. живее в София[83]
- Христо Димитриев, I опълченска дружина, умрял след 1918 г. в София[82]
- Христо Павлов, I опълченска дружина, умрял преди 1918 г. в Кюстендил[80]
- Щерю (Спиро) Райков, III опълченска дружина

### Македоно-одрински опълченци от Охрид
- Андон Бакалов, Сборна партизанска рота на МОО[97]
- Андон Янев Нанев (1870 – след 1943)[98] кафеджия с първо отделение образование,[99] македоно-одрински опълченец служил в 4-та и Нестроевата рота на 9-а велешка дружина,[100][99] сражава се при Картал тепе, Мерхамли, Каръкьой, Султан тепе, Царево село и Камена река,[100] носител е на орден „За храброст“ IV степен;[99] на 23 февруари 1943 година, като жител на Охрид, подава молба за българска народна пенсия, която е одобрена и пенсията е отпусната от Министерския съвет на Царство България[100]
- Анастас Капричов (1880 – след 1943), български революционер от ВМОРО
- Георги Анастасов, 25-годишен, 3-та рота на 6-а охридска дружина, Сборна партизанска рота на МОО, пленен на 28 юни 1913[101]
- Георги Анастасов, Нестроева рота на 6 охридска дружина[101]
- Димитър А. Спространов, 29 (30)-годишен, Инженеро-техническата част на МОО, Нестроевата рота на 6 охридска дружина, Сборна партизанска рота на МОО[102] – през април влиза в четата на Петър Чаулев, която има задача да превземе моста на Вардар при Градец и след това да настъпи към гара Демир Капия, за да се озове в тила на сръбските части, разположени по десния бряг на реката при Криволак. Четата изпълнява задачата и по време на Криволашкото сражение унищожава обози и обезврежда много сръбски отделения.[103]
- Иван Мостров, македоно-одрински опълченец, Нестроева рота на Шеста охридска дружина[104]
- Иван Чудов, 23-годишен, Четвърта рота на Шеста охридска дружина[105]
- Исай Чудов, Нестроева рота на Шеста охридска дружина[105]
- Коста Христов Пашинков (Пашенков, Пашиников), Първа рота на Девета велешка дружина, Сборна партизанска рота на МОО[106]
- Кирил Анастасов, 23-годишен, 4-та рота на 6-а охридска дружина[107]
- Крум Чудов, 18-годишен, Трета рота на Шеста охридска дружина[105] Носител на бронзов медал „За заслуга“ от Първата световна война.[108]
- Кръсто Ангелов, македоно-одрински опълченец, Сборна партизанска рота на МОО[109]
- Ламбо Чадов, 36-годишен, хлебар с основно образование, 3-та рота на Десета прилерска дружина[110]
- Методи Кьосев, 29-годишен, македоно-одрински опълченец, Нестроева рота на Шеста охридска дружина[111]
- Никола Тунтев, македоно-одрински опълченец, Сборна партизанска рота на МОО[112]
- Цвятко Апостолов, македоно-одрински опълченец, 41-годишен, 1-ва рота на 6-а охридска дружина, носител на бронзов медал[113]

## Починали в Охрид
- Ангел Робев (1787 – 1861), български възрожденец, търговец
- Атанас Робев (1789 – 1869), български възрожденец, търговец
- Ванчо Николески (1912 – 1980), писател от Социалистическа република Македония, автор на детска и юношеска литература, роден и починал в Цървена вода
- Георги Попангелов (? – 1913), български революционер
- Григор Пърличев (1830 – 1893), български писател и възрожденец
- Димитър Кьостаров (1912 – 1997), български педагог и актьор от Северна Македония
- Димитър Митрев (1919 – 1976), писател от Социалистическа република Македония
- Димче Маленко (1919 – 1990), писател от Социалистическа република Македония
- Живко Чинго (1936 – 1987), писател от Социалистическа република Македония
- Кирил Пърличев (1875 – 1944), български революционер
- Киро Хадживасилев (1921 – 2000), югославски политик
- Климент Охридски – (840 – 27 юли 916)
- Лазар Гиновски (1913 – 1997), югославски партизанин и политик, деец на НОВМ
- Лев Огненов (ок. 1863 – 1953), български революционер и общественик
- Любомир Костов Атанасов, български военен деец, подпоручик, загинал през Втората световна война[114]
- Методи Митевски (1924 – 1962), югославски комунист и политик от Социалистическа република Македония
- Найденко Поповски (1939 – 2006), политик от Социалистическа република Македония
- Петре Пирузе (1907 – 1980), адвокат и политик от Социалистическа република Македония
- Спас Банджов (1904 – 1942), интербригадист
- Стефан Христов Робев (1750 – 1814), български възрожденец, търговец
- Тодор Зографски (1895 – 1985), български революционер, деец на ВМРО (обединена)

## Други
- Александра Чобанова, българска учителка в Охрид (1868 – 1878, 1880 – 1881) и Струга (1879 – 1880)[115]
- Александър Шурбанов (р. 1941), български филолог, по произход от Охрид
- Арсений II, последен охридски архиепископ
- Георги Попниколов Бъндев, български екзархийски свещеник в Охрид между 1871 и 1885 година[116]
- Еразъм Охридски (III – IV век), християнски светец
- Михаил Бодлев (Михаил Потлис, 1810 – 1863), гръцки учен, по произход от Охрид
- Натанаил Охридски и Пловдивски (1820 – 1906), пръв български митрополит на Охрид (1872)
- Самуил, цар на България
- Стоянка Сливкова, българска учителка в Охрид в 70-те години на XIX век
- Христо Бърдаров, български офицер починал край Охрид